# Copa Schneider

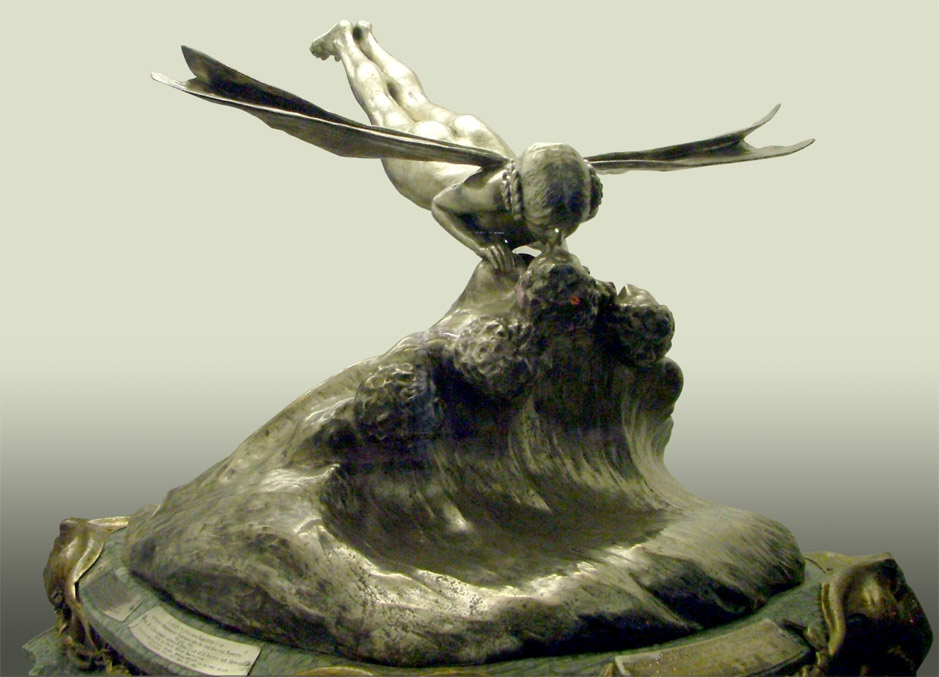
A Copa Schneider.

A Coupe Schneider (ou Copa Schneider), também conhecida como trophée Schneider é um dos inúmeros prêmios patrocinados por pessoas ricas, no caso o francês Jacques Schneider. A sua primeira edição ocorreu no início do século XX (em 1913). Seu propósito era o de promover o avanço da aviação. A sua última edição foi vencida pelo Reino Unido em 1931.
Em 1981, o Royal Aero Club da Grã-Bretanha, reeditou a competição para comemorar os 50 anos da vitória britânica na última edição do evento original. As edições seguintes, entre 1984 e 1991 foram patrocinadas pela Digital Equipment Corporation. Depois da saída da DEC como principal patrocinadora, o evento continuou sendo realizado sob a direção da Royal Aero Club Records Racing and Rally Association.

## Edições

### Evento original
| Data | Local                         | Avião vencedor              | País           | Piloto               | Velocidade média |
| ---- | ----------------------------- | --------------------------- | -------------- | -------------------- | ---------------- |
| 1913 | Mônaco                        | Deperdussin Coupe Schneider | França         | Maurice Prévost      | 73,56 km/h       |
| 1914 | Mônaco                        | Sopwith Tabloid             | Reino Unido    | Howard Pixton        | 139,74 km/h      |
| 1919 | Bournemouth, Reino Unido      |                             | Itália         |                      | Evento anulado   |
| 1920 | Veneza, Itália                | Savoia S.12                 | Itália         | Luigi Bologna        | 172,6 km/h       |
| 1921 | Veneza, Itália                | Macchi M.7bis               | Itália         | Giovanni de Briganti | 189,66 km/h      |
| 1922 | Nápoles, Itália               | Supermarine Sea Lion II     | Reino Unido    | Henri Biard          | 234,51 km/h      |
| 1923 | Cowes, Reino Unido            | Curtiss CR-3                | Estados Unidos | David Rittenhouse    | 285,29 km/h      |
| 1925 | Baltimore, Estados Unidos     | Curtiss R3C-2               | Estados Unidos | James Doolittle      | 374,28 km/h      |
| 1926 | Hampton Roads, Estados Unidos | Macchi M.39                 | Itália         | Mario de Bernardi    | 396,69 km/h      |
| 1927 | Veneza, Itália                | Supermarine S.5             | Reino Unido    | Sidney Webster       | 453,28 km/h      |
| 1929 | Calshot Spit, Reino Unido     | Supermarine S.6             | Reino Unido    | Richard Waghorn      | 528,89 km/h      |
| 1931 | Calshot Spit, Reino Unido     | Supermarine S.6B            | Reino Unido    | John Boothman        | 547,31 km/h      |

### Evento atual
| Data | Local                    | Avião vencedor            | País        | Piloto               | Velocidade média |
| ---- | ------------------------ | ------------------------- | ----------- | -------------------- | ---------------- |
| 1981 | Bembridge, Ilha de Wight | Piper Archer              | Reino Unido | Jeremy Smith         | 239,37 km/h      |
| 1984 |                          | Beagle Pup                | Reino Unido | Paul Moorhead        | 215,65 km/h      |
| 1985 |                          | Robin Aiglon              | Reino Unido | Nick Snook           | 255,72 km/h      |
| 1986 |                          | Tipsy Nipper              | Reino Unido | Ron Mitcham          | 177,83 km/h      |
| 1987 |                          | Cessna 180                | Reino Unido | Andrew Brinkley      | 261,68 km/h      |
| 1988 |                          | Cessna Skymaster 337F     | Reino Unido | Peter Crispe         | 310,68 km/h      |
| 1989 |                          | Piper PA-22 Tri-Pacer     |             | Safaya Hemming       |                  |
| 1990 |                          | Beechcraft Baron          | Reino Unido | Spencer Flack        |                  |
| 1991 |                          | Druine Condor             | Reino Unido | Brian Manning        |                  |
| 1992 |                          | Bolkow 208 Junior         | Reino Unido | Andrew Watson        |                  |
| 1993 |                          | Scottish Aviation Bulldog | Reino Unido | Sq Ldr Mike Baker    |                  |
| 1994 |                          | Piper Cherokee            | Reino Unido | Ian Finbow           |                  |
| 1995 |                          | Beech Bonanza             | Reino Unido | John Kelman          |                  |
| 1996 |                          | Grumman Tiger             | Reino Unido | Alan Austin          |                  |
| 1998 |                          | Cessna 182                | Reino Unido | Milan Konstantinovic |                  |
| 1999 |                          | Grumman American AA-1     | Reino Unido | Bruce Hook           |                  |
| 2000 |                          | Robin DR400               | Reino Unido | Dudley Pattison      |                  |
| 2001 |                          | Beagle Pup 150            | Reino Unido | Ivan Seach-Allen     |                  |
| 2002 |                          | Grumman American AA-5     | Reino Unido | Phil Wadsworth       |                  |
| 2003 |                          | Beech Bonanza             | Reino Unido | John Spooner         |                  |
| 2004 |                          | Van's Aircraft RV-7       | Reino Unido | John Kelsall         |                  |
| 2005 |                          | Van's Aircraft RV-6       | Reino Unido | John Village         |                  |
| 2006 |                          | Socata Rallye             | Reino Unido | Martin Kellett       |                  |
| 2007 |                          | Piper Warrior             | Reino Unido | Daniel Pangbourne    |                  |
| 2009 |                          | Scottish Aviation Bulldog | Reino Unido | Neil Cooper          |                  |
| 2010 |                          | Cancelado                 |             |                      |                  |
| 2011 |                          | Cancelado                 |             |                      |                  |
| 2012 |                          | CAP 10B                   | Reino Unido | David Moorman        |                  |
| 2013 |                          | Cancelado                 |             |                      |                  |